# Skewjack
Skewjack – osada w Anglii, w Kornwalii. Leży 12 km na południowy zachód od miasta Penzance i 423 km na zachód od Londynu. Znajdowała się tu baza Royal Air Force - RAF Sennen.